# Spelobia hirsuta
Spelobia hirsuta är en tvåvingeart som beskrevs av Marshall 1985. Spelobia hirsuta ingår i släktet Spelobia och familjen hoppflugor. Inga underarter finns listade i Catalogue of Life.